# Odontolabis gazella demoulini
Odontolabis gazella demoulini es una subespecie de coleóptero de la familia Lucanidae.

## Distribución geográfica
Habita en Java (Indonesia).